# Loch of Harray
Der Loch of Harray und der Loch of Stenness sind die beiden größten Seen der Orkneyinseln in Schottland. Sie liegen auf der Hauptinsel Mainland. Der altnordische Name ist Heraðvatn. Es ist nach der nahe gelegenen Gemeinde Harray benannt. Der Loch of Harray ist an der Brücke von Brodgar mit dem Loch of Stenness verbunden und enthält vorwiegend Süßwasser. Die beiden Seen zusammen haben eine Fläche von 19,3 km². Allerdings ist das Volumen nur gering, denn der Loch of Stenness hat eine maximale Tiefe von 5,2 m. Er ist mit den Stones of Stenness Teil des UNESCO-Welterbes The Heart of Neolithic Orkney.
Im See liegen die Inseln Baa Holm und Long Holm.